# 赖默斯瓦尔
赖默斯瓦尔（荷蘭語：Reimerswaal）是荷蘭的一個市镇，位於荷蘭西南部，在行政區劃上屬於澤蘭省。該市鎮設立於1970年，是由五個市鎮合併設立。

## 外部連結
- 维基共享资源上的相關多媒體資源：赖默斯瓦尔
- Official website (in Dutch) （页面存档备份，存于）